# Lignée lymphoïde
On appelle lignée lymphoïde l’ensemble des stades de développement des cellules issues de cellules souches hématopoïétiques (CSH) conduisant à la production des lymphocytes. Elles dérivent donc toutes des CSH présentes dans la moelle osseuse. On distingue ainsi successivement des cellules souches lymphoïdes pluripotentes, des lymphoblastes, des prolymphocytes puis des lymphocytes T, B, NK et killer.
Cette lignée s’oppose à la lignée myéloïde qui partant aussi d’une CSH donne naissance à toutes les autres cellules sanguines (érythrocyte, monocyte, thrombocyte, granulocyte).
À noter que parmi les différents types de lymphocytes, seuls les lymphocytes T devront terminer leur maturation en dehors de la moelle osseuse, en l’occurrence dans le thymus.
La leucémie aiguë lymphoblastique et la leucémie lymphoïde chronique trouvent leur origine dans un dysfonctionnement de la lignée lymphoïde.
Le terme de lignée lymphocytaire est un synonyme admis.